# Haplostachys truncata
Haplostachys truncata là một loài thực vật có hoa trong họ Hoa môi. Loài này được (A.Gray) Hillebr. mô tả khoa học đầu tiên năm 1888.